# Рикельми, Агостино
Агостино Рикельми (итал. Agostino Richelmy; 29 ноября 1850, Турин, Сардинское королевство — 10 августа 1923, Турин, королевство Италия) — итальянский кардинал. Епископ Ивреа с 7 июня 1886 по 18 сентября 1899. Архиепископ Турина с 18 сентября 1899 по 10 августа 1923. Кардинал-священник с 19 июня 1899, с титулом церкви Сан-Эузебио с 22 июня 1899 по 27 ноября 1911. Кардинал-священник с титулом церкви Санта-Мария-ин-Виа с 27 ноября 1911.